# Euphorbia friedrichiae
Euphorbia friedrichiae är en törelväxtart som beskrevs av Moritz Kurt Dinter. Euphorbia friedrichiae ingår i släktet törlar, och familjen törelväxter. IUCN kategoriserar arten globalt som livskraftig. Inga underarter finns listade i Catalogue of Life.